# Conceição do Jacuípe (ort)
Conceição do Jacuípe är en ort i Brasilien.   Den ligger i kommunen Conceição do Jacuípe och delstaten Bahia, i den östra delen av landet, 1 100 km öster om huvudstaden Brasília. Conceição do Jacuípe ligger 212 meter över havet och antalet invånare är 21 597.
Terrängen runt Conceição do Jacuípe är platt, och sluttar österut. Conceição do Jacuípe är det största samhället i trakten. 
Omgivningarna runt Conceição do Jacuípe är huvudsakligen savann. Runt Conceição do Jacuípe är det ganska tätbefolkat, med 222 invånare per kvadratkilometer.